# Osman I
Osman I, Osman Ghazi hay Othman I El Gazi (1258－1326) tiếng Thổ Nhĩ Kỳ: Osman Gazi hay Osman Bey, I. Osman hoặc Osman Sayed II) là thủ lĩnh người Thổ Ottoman, và là vị vua sáng lập ra nhà Ottoman. Đế quốc Ottoman, được đặt theo tên ông, là một cường quốc trên thế giới trong suốt sáu thế kỷ.
Osman tuyên bố lãnh địa ông độc lập trước người Thổ Seljuk trong năm 1299. Vặn đinh vít phía tây của các cuộc xâm lược của người Mông Cổ đã đẩy số lượng người Hồi giáo về phía công quốc Anatolian của Osman, một cơ sở quyền lực mà Osman đã nhanh chóng củng cố. Khi đế chế Byzantine suy tàn, đế chế Ottoman đã vươn lên thế chỗ.

## Tù trưởng của bộ lạc Kayı
Khi trở thành thủ lĩnh của bộ lạc Kayı năm 1281, công việc đầu tiên của Osman là thống nhất các bộ lạc người Turkmen.
Năm 1284, ở làng Hamzabey cách Inegol, Bursa 10 km, cuộc xung đột Armenia-Beli bùng nổ. Trong cuộc chiến này, cháu Osman là Baykoca trận vong. Năm 1285, Osman đánh thành Kulaca.
Sultan của đế quốc Seljuk là Alaeddin Keykubat III ban cho Osman thành phố Eskisehir và vùng Inonu. Năm 1291, Osman giao chiến với lãnh chúa xứ Inegol, và chiếm thành Karacahisar. Ngoài ra, ông còn hành quân về Sakarya.
Dunbar Bey, chú của Osman, mưu thông đồng với đế quốc Byzantine chống lại Osman Ghazi. Âm mưu bị phát giác, và Dunbar bị hành hình.

## Sự khởi đầu của Đế quốc Ottoman
Năm 1299, nhận thấy đế quốc Seljuk gần như tan rã, Osman Ghazi tuyên bố lãnh địa mình độc lập, và đế quốc Ottoman ra đời. Ông định đô ở Söğüt, cũng là nơi ông sinh ra.
Năm 1301, ông đánh chiếm thành Yenishehir.
Ông chia đất nước cho các anh em, con và tướng thân cận để dễ cai trị. Cụ thể hơn là ông phong người anh Gunduz làm tổng đốc Eskisehir, người con Orhan làm tổng đốc Karacahisar, Hasan Alp làm tổng đốc Yarhisar, Turgut Alp làm tổng đốc Inegol. Đối với những vùng đất chiến lược, ông cử các tướng giỏi như Abdulrrahman Ghazi, Akcakoca, Samsa Cavus, Konuralp, Aykutalp v.v... đến cai trị.
Người Ottoman thắng quân Byzantine tại Koyunhisar năm 1302. Năm 1303, Iznik bị cướp phá và thành Marmaracik bị chiếm đóng.

## Gia quyến
- Vợ:
  - Rabi'a Bala Malhun Hatun
- Con:
  - Con trai:
    - Pazarli
    - Coban
    - Hamit
    - Orhan I, vua thứ hai của nhà Ottoman
    - Alaeddin Pasha, quan thái tể đầu tiên của nhà Ottoman

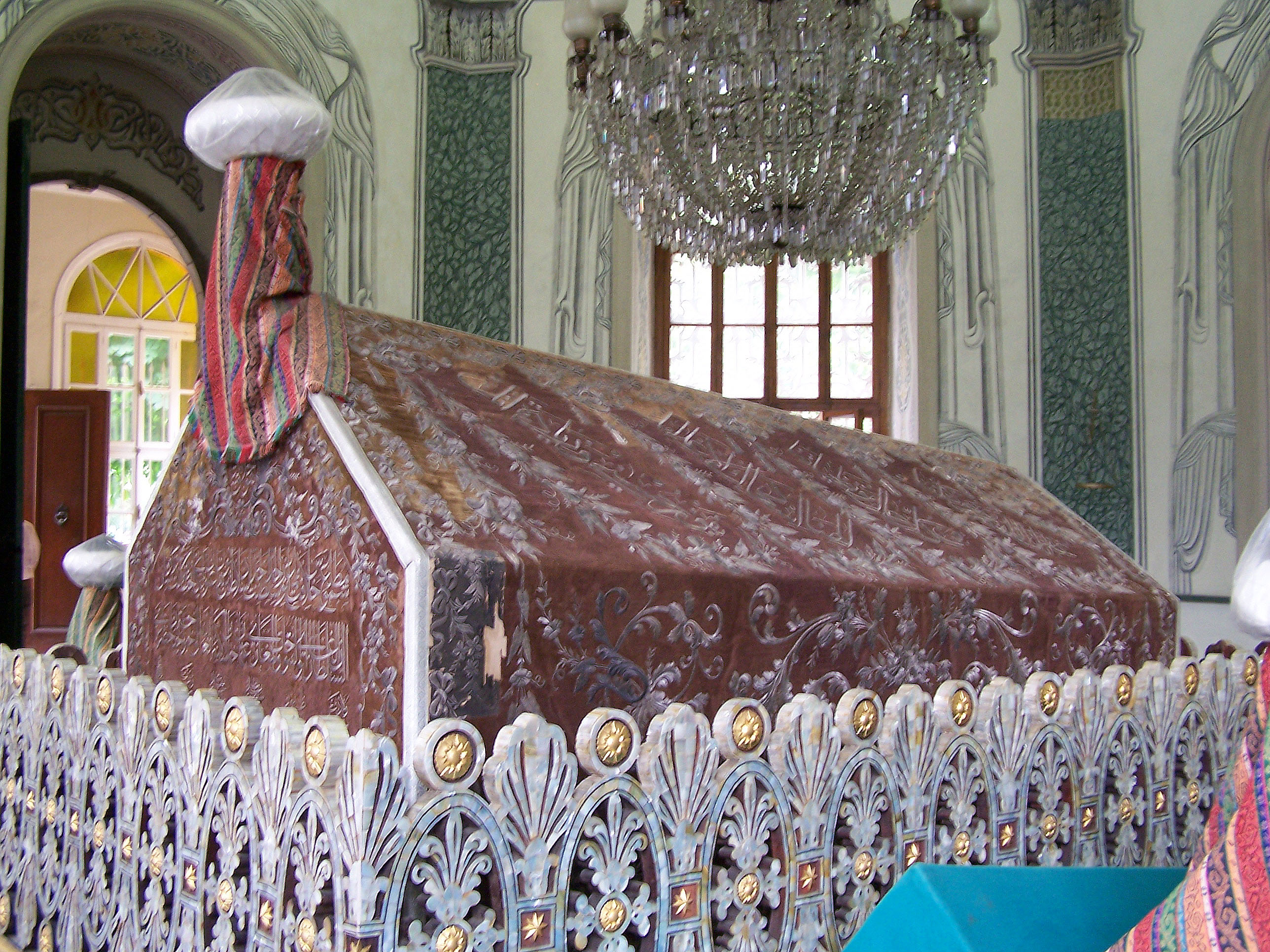
Mộ phần của Osman I ở Bursa, Thổ Nhĩ Kỳ

    - Melik
    - Savci

  - Con gái:
    - Mộ phần của Osman I ở Bursa, Thổ Nhĩ KỳFatma Hatun